# Bad Neustadt an der Saale
Bad Neustadt an der Saale est une ville allemande située en Bavière et chef-lieu de l'arrondissement de Rhön-Grabfeld.

## Histoire
| Appartenances historiques Duché de Franconie 906–1168 Principauté épiscopale de Wurtzbourg 1168–1803 Électorat de Bavière 1803–1805 Électorat de Wurtzbourg 1805–1806 Grand-duché de Wurtzbourg 1806–1814 Royaume de Bavière 1814–1918 République de Weimar 1918–1933 Reich allemand 1933–1945 Allemagne occupée 1945–1949 Allemagne 1949–présent |

## Géographie

### Communes limitrophes
| Schönau an der Brend | Bastheim                  | Wollbach (Bavière)  |
| Hohenroth            | Bad Neustadt an der Saale | Heustreu Rödelmaier |
| Lübben (Spreewald)   | Strahlungen               | Salz (Bavière)      |

## Jumelages
La ville de Bad Neustadt an der Saale est jumelée avec :
- Cerro Maggiore (Italie) depuis le 1er mai 2009
- Bílovec (Tchéquie) depuis septembre 2001
- Falaise (France) depuis le 19 février 1969
- Oberhof (Allemagne) depuis le 21 août 1990
- Oberpullendorf (Autriche) depuis le 23 avril 1982
- Pershore (Royaume-Uni) depuis le 3 mars 1979

La ville de Bad Neustadt an der Saale fait partie de l'alliance "Neustadt in Europa" regroupant toutes les villes nommées "Neustadt" dans 6 pays (Allemagne, Autriche, Hongrie, Slovaquie, Pologne et République tchèque) avec :
- Neustadt in Holstein (Allemagne)
- Neustadt am Rübenberge (Allemagne)
- Neustadt-Glewe (Allemagne)
- Neustadt (Dosse) (Allemagne)
- Neustadt (Spree) (de) (Allemagne)
- Neustadt in Sachsen (Allemagne)
- Neustadt/Vogtl. (Allemagne)
- Neustadt an der Orla (Allemagne)
- Neustadt/Harz (Allemagne)
- Neustadt (Eichsfeld) (de) (Allemagne)
- Neustadt am Rennsteig (Allemagne)
- Neustadt (Hessen) (Allemagne)
- Bergneustadt (Allemagne)
- Neustadt (Wied) (Allemagne)
- Neustadt/Westerwald (Allemagne)
- Neustadt bei Coburg (Allemagne)
- Neustadt am Main (Allemagne)
- Neustadt am Kulm (Allemagne)
- Neustadt an der Aisch (Allemagne)
- Neustadt an der Waldnaab (Allemagne)
- Neustadt an der Weinstraße (Allemagne)
- Neustadt (Breuberg) (de) (Allemagne)
- Neuenstadt am Kocher (Allemagne)
- Titisee-Neustadt (Allemagne)
- Neustadt an der Rems (de) (Allemagne)
- Neustadt an der Donau (Allemagne)
- Neustadtl an der Donau (Autriche)
- Wiener Neustadt (Autriche)
- Nové Město nad Metují (Tchéquie)
- Nové Město na Moravě (Tchéquie)
- Nové Město pod Smrkem (Tchéquie)
- Nové Mesto nad Váhom (Slovaquie)
- Dunaújváros (Hongrie)
- Nowe Miasto nad Pilicą (Pologne)
- Nowe Miasto Lubawskie (Pologne)